# Paradromulia nigrosticta
Paradromulia nigrosticta là một loài bướm đêm trong họ Geometridae.